# Cassagnoles, Gard
Cassagnoles är en kommun i departementet Gard i regionen Occitanien i södra Frankrike. Kommunen ligger i kantonen Lédignan som tillhör arrondissementet Alès. År 2022 hade Cassagnoles 448 invånare.

## Befolkningsutveckling
Antalet invånare i kommunen Cassagnoles
Referens:INSEE